# 魚豊
魚豊（うおと、1997年5月29日 - ）は、日本の漫画家。東京都出身。

## 来歴
幼少期から絵を描くことが好きで、漠然と漫画家になりたいと思っていた。中学1年生の時にアニメ『バクマン。』を偶然見て、漫画家になるまでの流れを知り、作品の投稿を始める。
2017年に週刊少年マガジン新人漫画賞で入選した読み切り作品「佳作」が『別冊少年マガジン』（講談社）に掲載され、デビュー。2018年上半期ごろには『金田一少年の事件簿外伝 犯人たちの事件簿』のアシスタントも務めた。
2018年11月6日から2019年8月6日まで、『マガジンポケット』（同）にて足が速い少年を描いた『ひゃくえむ。』を連載。同作の連載が終了すると、魚豊は「各誌の有名編集者から執筆してほしいと引く手数多」な状態であった。同作の「最終巻が発売される前」、Twitterにて『週刊ビッグコミックスピリッツ』（小学館）の編集者の千代田と知り合う。当時入社3年目の千代田は経歴上で不利であったが、米代恭と米代の担当編集者の金城を交えて4人で飲み会を行い、最終的に魚豊は同誌で連載することを選んでいる。
2020年、『ビッグコミックスピリッツ』にて地動説を描いた『チ。-地球の運動について-』の連載を開始。同作が魚豊の同誌初登場作品となる。
2021年7月に『ビッグコミックスピリッツ』の新人賞がリニューアルし、「スピリッツ新人王決定戦」の開催が決定。魚豊が第1回の審査員に起用。
2022年、『チ。-地球の運動について-』で第26回手塚治虫文化賞マンガ大賞受賞。2023年、同作で第54回星雲賞コミック部門を受賞。
2023年8月21日より『ようこそ！ FACT（東京S区第二支部）へ』を『マンガワン』ならびに『裏サンデー』にて連載開始。
2024年8月23日に、Forbes JAPAN 30 UNDER 30 2024 ENTERTAINMENT & SPORTSを受賞。

## 人物
ペンネーム「魚豊」は、自身の好物である魚『鱧（ハモ）』に由来する。
2021年5月5日放送の読売テレビ『川島・山内のマンガ沼』の取材では「現在23歳で投稿は13歳から始めた」と答えている。
大学では哲学を専攻していたが2年で中退している。
ロックバンドのamazarashiを昔からよく聴いており、amazarashiのボーカルである秋田ひろむと「互いに相手のために制作した新たな作品を発表し、作品を通じて会話を交わす」という往復書簡プロジェクトを立ち上げたことがある。
影響を受けた人物は千鳥の大悟とフリードリヒ・ニーチェ。
影響を受けた漫画は『寄生獣』『ピンポン』『闇金ウシジマくん』『カイジ』『亜人』『DEATH NOTE』。

## 作品リスト

### 連載
- ひゃくえむ。（『マガポケ』2018年11月6日[6] - 2019年8月6日）
- チ。-地球の運動について-（『ビッグコミックスピリッツ』2020年42・43合併号[8] - 2022年20号[18]）
- ようこそ!FACT(東京S区第二支部)へ（『マンガワン』2023年8月21日[13] - 2024年2月19日[19]）
- Dr.マッスルビートル（原案、原作・作画：古町[20]、『週刊少年チャンピオン』2025年8号[21] - 連載中）

### 読み切り
- パンチライン（『マガメガ』2016年7月） - 週刊少年マガジン2016年5月期MGP（マガジングランプリ） 佳作作品[22]、「福内鬼外（）」名義、デビュー前作品。
- 100'M（）（『マガメガ』2017年3月） - 97回週刊少年マガジン新人漫画賞 特別奨励賞&安田剛士賞作品[23]、『ひゃくえむ。新装版』上巻に併録、「中嶋魚豊（）」名義、デビュー前作品。
- 佳作（『別冊少年マガジン』2017年7月号） - 98回週刊少年マガジン新人漫画賞 入選作品[23]、『ひゃくえむ。』4巻、『ひゃくえむ。新装版』下巻に併録、デビュー作品。
- 執刀（）（『別冊少年マガジン』2017年12月号） - 『ひゃくえむ。』4巻に併録。

### 書籍
- 『ひゃくえむ。』、講談社〈KCデラックス〉2019年、全5巻[注釈 1]
  - （新装版）講談社〈KCデラックス〉2022年、全2巻
- 『チ。-地球の運動について-』、小学館〈ビッグコミックス〉2020年 - 2022年、全8巻
- 『ようこそ!FACT(東京S区第二支部)へ』、小学館〈裏少年サンデーコミックス〉2023年 - 2024年、全4巻
- 『Dr.マッスルビートル』、原案、原作・作画：古町[20]、秋田書店〈少年チャンピオン・コミックス〉、既刊1巻（2025年4月8日現在）
  1. 2025年4月8日発売[27][28]、ISBN 978-4-253-29861-2

## 出演

### トークイベント
- 漫画家ミライ会議2021〜大漫画時代を生き抜くヒント〜（2021年12月9日[29]） - 千代田修平とのトークセッション「漫画家と編集者の幸せな関係」[29]
- いまマンガはなにを描けるのか ──生きづらさと不合理に対峙するマンガの力（2021年12月13日[30]、東京都ゲンロンカフェ開催） - 米代恭と担当編集者とのトークイベント[30]
- 行け！よしもと漫画研究部！（2022年1月23日[15]、東京都ヨシモト∞ドームのステージI開催） - トークライブゲスト出演[15]
- マンガのハナシ vol.8：チ。のハナシ(2022年9月4日、東京・ロフトプラスワン)-千代田修平、 大坪ケムタ 、ジュンスズキとのトークイベント
- チ。マミレ(2023年4月30日東京都早稲田大学大隈記念大講堂)-企画集団便利舎によるトークライブにティモンディ前田とゲストとして出演

### 放送等
- 漫道コバヤシ（2022年1月25日、フジテレビONE）
- 朝日新聞ポッドキャスト（2022年6月28,29日） - 約30分×2回、来歴や『チ。』について話した。
- アフター6ジャンクション（2022年6月28日、TBSラジオ） - 宇多丸と宇垣美里を相手に約30分、来歴や『チ。』について話した。
- 週刊マンガ獣（2023年1月16日,23日） - 約25分×2回、天津・向と吉川きっちょむを相手に、創作論や趣味について話した。[31]